# 三条市立裏館小学校
三条市立裏館小学校（さんじょうしりつ うらだてしょうがっこう）は新潟県三条市東裏館にある公立の小学校。併設型小中一貫校三条学園に属している。愛称は裏小（うらしょう）。

## 教育目標[1]
あたたかく　かしこく　つよく
あたたかく：豊かな心（礼儀・自治）
かしこく：確かな学力（規律・勤勉）
つよく：健康な心身（健康）

## 特徴
恒例行事として、6月に運動会がある。

## 歴史[2]

### 沿革
- 1889年6月3日 - 裏館村裏館尋常小学校として乗蓮寺を仮校舎に充て開校。
- 1891年1月4日 - 新校舎落成 仮校舎より移転。
- 1920年10月1日 - 町村合併により三条町裏館小学校と改称。
- 1922年4月1日 - 学校統合のため三条尋常高等小学校に統合。
- 1936年4月1日 - 三条市三条第四尋常高等小学校として独立。三条女子工芸学校併設。
- 1941年4月1日 - 三条市裏館国民学校と改称。
- 1942年4月1日 - 高等科男子部設置。
- 1947年4月1日 - 三条市立裏館小学校と改称。
- 1966年9月14日 - 新校舎完成。
- 2012年8月11日 - 新校舎竣工式[3]。
- 2017年4月1日 - 三条市立三条小学校と統合。

### 年表
- 1947年1月7日 - 学校給食開設。
- 1948年7月1日 - 裏館小学校PTA結成。
- 1951年4月1日 - 完全給食実施。
- 1957年1月11日 - 「清泉図書館」竣工式。
- 1960年1月4日 - 特殊学級開設。
- 1961年9月16日 - 第二室戸台風のため各所に被害。
- 1963年1～3月 - 記録的な豪雪のため校舎の被害甚大。
- 1963年9月18日 - 校舎新築工事始まる。
- 1966年9月14日 - 創立30周年記念式典
- 1966年10月11日 - 県指定・県小研・図書館教育研究大会。
- 1967年2月8日 - 県家庭科研究大会。
- 1968年9月27日 - 第14回　県学校図書館研究大会。
- 1970年7月14日 - 後援会・館友会設立。
- 1970年11月13日 - 県学校放送研究発表会。
- 1971年10月15日 - 北陸四県算数・数学研究大会。
- 1973年7月29日 - プール竣工。
- 1976年9月29日 - 県小研理科研究大会。
- 1976年11月7日 - 創立40周年記念式典。
- 1977年4月9日 - 通学地下道完成。
- 1981年3月31日 - うらだて山・中庭整備。
- 1983年10月4日 - 第29回 県学校図書館研究大会。
- 1985年11月10日 - 県器楽合奏大会県教育長賞受賞。
- 1986年11月16日 - 創立50周年記念式典。
- 1987年11月8日 - 県器楽合奏大会教育委員会賞受賞。
- 1988年11月6日 - 県器楽合奏大会教育委員会賞受賞。
- 1989年11月9日 - 市指定学習指導研究会 (国語・算数)。
- 1989年10月8日 - 県器楽合奏大会新潟日報社賞受賞。
- 1989年～1990年 - 初任者研修・経験者研修の授業研修協力校。
- 1991年10月3日 - 市小・中学校図書館協議会指定図書館教育研究会。
- 1991年11月10日 - 県器楽合奏大会新潟日報社賞受賞。
- 1992年6月23日 - NIE(新聞活用教育) シンポジウムにおいて公開授業及び実践発表。
- 1994年 - 市国際理解教育推進校。
- 1995年〜1997年 - 県指定いきいきスクール・プロジェクト推進指定校。
- 1996年10月6日 - 県器楽合奏大会新潟日報社賞受賞。
- 1996年11月10日 - 創立60周年記念式典。
- 1997年10月30日 - 三市南蒲学校視聴覚教育研究協議会指定学習指導研究発表会。
- 1998年〜2000年 - 県指定いきいきスクール・ステップアップ運動推進指定校。
- 1999年8月10日 - 県同和教育研究会実践発表。
- 2001年～ - 県指定チャレンジ21教育推進運動指定校。
- 2001年4月～ - うらだての池・森づくり。
- 2002年4月～ - やる気！元気！総合学習支援事業。
- 2002年10月9日 - 県学校給食共同調理場運営研修会発表。
- 2003年3月 - うらだての池・森づくりの完成。
- 2004年10月24日 - 「うらだての森」に学ぶ活動学習発表。
- 2005年6月28日 - 「子どもの安全を守る会」発足。
- 2006年11月12日 - 創立70周年記念式典。
- 2007年4月～ - わかば学級新設。
- 2008年12月 - 小中一貫教育モデル校に指定。
- 2011年8月18日、19日 - 第26回北信越地区、第48回新潟県学校図書館研究大会。
- 2012年9月3日 - 校舎使い始めの式。
- 2013年8月30日 - 新校舎の完成を祝う会。
- 2015年10月6日 - 創立80周年記念講演会（講師：ゴルゴ松本）。
- 2015年11月28日 - 創立80周年記念式典・祝賀会。

## 象徴
- 校歌[2]
作詞 - 種岡忠次郎
作曲 - 岡野貞一
- 若草会歌[4]
作詞 - 佐藤隆子
作曲 - 吉田正三
- 校章は八咫鏡に金烏[2]。

## 通学区域[5]
主に以下の地域に住む児童が通学している。
本町１丁目、本町２丁目、本町３丁目、本町４丁目、本町５丁目、本町６丁目、八幡町、元町、横町１丁目、横町２丁目、神明町、旭町１丁目、旭町２丁目、居島、東裏館１丁目、東裏館２丁目、東裏館３丁目、西裏館１丁目、西裏館２丁目、西裏館３丁目、荒町１丁目、荒町２丁目、新光町（1〜4, 28〜31番）

## 進学
三条学園に属しているため、主な進学先は三条市立第三中学校となっている。

## 交通
- 弥彦線 北三条駅 北に徒歩16分
- 上越新幹線 弥彦線 燕三条駅 南東に徒歩34分